# Seleção Australiana de Basquetebol Masculino
A Seleção Australiana de Basquetebol Masculino é a equipe que representa a Austrália em competições internacionais. É mantida pela Federação Australiana de Basquetebol que também é conhecida por Basketball Australia, a qual é filiada à Federação Internacional de Basquetebol desde 1947.
O selecionado australiano é chamado por "Boomers"  em referência ao termo para o Canguru macho, e também ao Bumerangue que é um dos símbolos do país.

## Elenco Atual
| Austrália- Olimpíada de 2016 | Austrália- Olimpíada de 2016 | Austrália- Olimpíada de 2016 | Austrália- Olimpíada de 2016 | Austrália- Olimpíada de 2016 | Austrália- Olimpíada de 2016 |
| #                            | Pos.                         | Nome                         | Alt.                         | Nasc.                        | Clube                        |
| ---------------------------- | ---------------------------- | ---------------------------- | ---------------------------- | ---------------------------- | ---------------------------- |
| 4                            | SG                           | Chris Goulding               | 1,92m                        | 24/10/1988                   | Melbourne United             |
| 5                            | G                            | Patty Mills                  | 1,83m                        | 11/08/1988                   | San Antonio Spurs            |
| 6                            | C                            | Andrew Bogut                 | 2,07m                        | 28/11/1984                   | Golden State Warriors        |
| 7                            | SF                           | Joe Ingles                   | 2,03m                        | 2/10/1987                    | Utah Jazz                    |
| 8                            | PG                           | Matthew Dellavedova          | 1,93m                        | 08/09/1990                   | Cleveland Cavaliers          |
| 9                            | PG                           | Ryan Broekhoff               | 2,01m                        | 23/08/1990                   | Lokomotiv-Kuban              |
| 10                           | F                            | Cameron Bairstow             | 2,06m                        | 07/12/1990                   | Brisbane Bullets             |
| 11                           | G                            | Kevin Lisch                  | 1,88m                        | 16/05/1986                   | Sydney Kings                 |
| 12                           | C                            | Aron Baynes                  | 2,08m                        | 09/12/1986                   | Boston Celtics               |
| 13                           | C                            | David Andersen (Capitão)     | 2,13m                        | 23/06/1980                   | Asvel                        |
| 14                           | PF                           | Brock Motum                  | 2,08m                        | 16/10/1990                   | Žalgiris Kaunas              |
| 15                           | PG                           | Damian Martin                | 1,86m                        | 5/09/1984                    | Perth Wildcats               |
| Técnico                      | Técnico                      | Técnico                      | Técnico                      | Técnico                      | Andrej Lemanis               |